# Азербайджан під час російсько-української війни
Азербайджанці в російсько-українській війні взяли пряму та опосередковану участь. За неофіційними даними 2023 року, в Україні загинули щонайменше 130 азербайджанців, 70 зникли безвісти і близько 100 було поранено (26 азербайджанців, які загинули за Україну під час повномасштабного російського вторгнення до травня 2023 року, поіменно відомі). Близько 500 етнічних азербайджанців-громадян України служило у ЗСУ в 2022. Гуманітарна допомога Україні була надана як офіційно владою Азербайджану, так і українськими азербайджанцями.
Деякі азербайджанці здобули українські військові нагороди. У Баку знаходиться Стіна пам'яті загиблих азербайджанських захисників України.

## Відносини між державами під час війни
27 березня 2014 року при ухваленні в ООН резолюції 68/262 Азербайджан проголосував на підтримку територіальної цілісності України та визнав незаконним анексію Криму та Севастополя Росією.
22 квітня 2019 року Президент Азербайджанської Республіки Ільхам Алієв привітав Володимира Зеленського з обранням на пост Президента України.
Під час загострень між Азербайджаном та Вірменією в липні 2020 року Україна виразила проазербайджанську позицію, висловлюючи підтримку територіальної цілісності країни.
У січні 2022 року президент Азербайджану Ільхам Алієв здійснив офіційний візит до Києва, де підтвердив позицію Азербайджану щодо суверенітету та територіальної недоторканності обох країн.
На початку повномасштабного російського вторгнення в Україну (24.02.2022) Азербайджан заявляв, про готовність виступити посередником у потенційних російсько-українських перемовинах. Прямого засудження РФ не прозвучало з урахуванням потреби підтримувати контакти з Москвою. Азербайджан постійно направляє гуманітарну допомогу Україні. Експерт з Азійсько-Тихоокеанського регіону Аналітичного центру ADASTRA Антон Гадацький вважає, що саме повномасштабна російсько-українська війна відкрила для Баку можливість остаточно повернути Карабах в вересні 2023.
На тлі повномасштабної війни почалася інформаційна війна між Росією і Азербайджаном. Російська влада закрила доступ до азербайджанських новинних сайтів «Minval.az» і «Oxu.az» за нібито недостовірне висвітлення війни, а Азербайджан заблокував сайт агентства РИА «Новости», тому що там було опубліковано інтерв'ю з одним із сепаратистів невизнаної Нагірно-Карабахської республіки. 10 травня Баку відмовив у дозволі на проживання співробітникам російського медійного агентства «Спутник».
У березні 2022 року Азербайджан тимчасово зупиняв роботу посольства в Києві, а 30 квітня роботу посольства було відновлено.
6 березня 2022 року стало відомо, що російським авіаударом у Харкові було пошкоджено будівлю почесного консульства Азербайджану. Депутати азербайджанського парламенту Фазаїл Агамали та Джейхун Мамедов засудили напад; консульство зажадало в Росії пояснень.
8 лютого 2024 Володимир Зеленський привітав Ільхама Алієва з переобранням президентом Азербайджану.
17 лютого 2024 року Президенти України та Азербайджану провели зустріч на полях Мюнхенської безпекової конференції. На відкритті переговорів вони вкотре заявили про підтримку територіальної цілісності обох держав.

### Військово-технічна співпраця
За місяць до повномасштабного російського вторгнення в Україну 2022 року Азербайджан передав три МіГ-29 на український завод для ремонту
.
5 грудня 2023 року стало відомо що Азербайджан, ймовірно, виготовляє 122-мм снаряди для України.

## Участь Азербайджанців у війні

### 2014—2021
Азербайджанці взяли участь у російсько-українській війні з часу її початку у 2014 році. У період анексії Криму голова Конгресу азербайджанців України Ровшан Тагієв заявив, що хоча українці та росіяни — родинні народи, якщо розпочнеться війна, азербайджанські громадяни України готові її захищати зі зброєю в руках. 30 вересня 2014 року під Дебальцеве потрапив в оточення та підірвав себе гранатою Ільгар Багіров («Балу»), командир розвідгрупи батальйону «Київська Русь». 27 липня 2018 року в боях за Донбас у складі батальйону «Айдар» загинув Йолчу Алієв, уродженець села Дашбурун Бейлаганського району.
Частина азербайджанців почала воювати у складі Грузинського легіону.

### Повномасштабне російське вторгнення (з 2022)
У ході російського вторгнення 2022 року також загинули мирні азербайджанські громадяни. У березні 2022 року в Україні загинули 5 громадян Азербайджану (4 намагалися виїхати з Одеської області до Молдови, але були застрелені невідомими на блокпосту Кучурган, п'ятого було вбито в Харкові). 4 березня 2022 року в Харкові внаслідок вибуху снаряда загинуло подружжя Емін та Людмила Махмудови (Емін у Харкові мав свій ресторан «Лявянги»). 9 лютого 2023 року двоє азербайджанських громадян загинули під час обстрілу Кліщіївки російською армією. 3 серпня того ж року двох азербайджанських громадян у Херсонській області було розчавлено у своєму автомобілі російським танком.
Неодноразово згадувалися також військові азербайджанці. 27 березня 2022 року при обороні Києва у складі добровольчого загону «Карпатська Січ» загинув снайпер Ельнур Гасанов («Алік»), ветеран Другої карабахської війни. При обороні Маріуполя загинув, зокрема, морпіх Рафаель Агаєв, який брав участь у російсько-українській війні з 2014 року. У травні 2022 року старший лейтенант азербайджанського походження Кирило Агасієв отримав найвищу нагороду «Герой України», а сержанти ЗСУ Рагіф Алієв та Меджид Абдулгафаров здобули медалі «За відвагу». Хоча азербайджанське законодавство забороняє громадянам Азербайджану брати участь в іноземній війні як добровольці, на боці України стали воювати також громадяни Азербайджану, які проживають в Україні на підставі «посвідки» (документу з правом на тимчасовий або постійний дозвіл на проживання). Декілька азербайджанців, які воювали за Україну, потрапили до російського полону, деякі повернулися з нього.
У лютому 2023 року повідомлялося про загибель добровольця Вугара Агаєва, який воював на боці Росії і посмертно отримав російський Орден Мужності.

#### Жінки
У 2022 році Саміра Мороз стала першою жінкою азербайджанського походження у ЗСУ, розпочавши службу у морській піхоті. До цього Мороз брала участь у війні з 2014 року як доброволець. Повідомлялося також про двох азербайджанських медсестер, які проживають у Києві, — Лейлу Махмудову та Дар'ю Гусейнову — які з початку вторгнення стали надавати допомогу військовим і цивільним.

## Гуманітарна домомога
Увечері 25 лютого 2022 року два літаки авіакомпанії «Silk Way» вилетіли з вантажем продовольства та медикаментів. Одночасно азербайджанська державна нафтова компанія «SOCAR» оголосила, що всі автомобілі екстрених служб України (швидка допомога, пожежна служба тощо) зможуть безкоштовно заправлятися на всіх 59 заправних станціях «SOCAR» в Україні.
У 2022 році за 11 місяців Великої війни на територію України було доставлено гуманітарну допомогу загальною вагою близько 137 тонн медичного обладнання та медикаментів. Ця традиція продовжується.
У листопаді 2023 року Азербайджан відправив в Україну понад 900 тисяч метрів електричних кабелів та проводів, а також 18 трансформаторів та трансформаторних підстанцій. До грудня 2023 року обсяг азербайджанської гуманітарної допомоги Україні, наданої з початку повномасштабного вторгнення, досяг 34 мільйонів доларів.
Гуманітарну допомогу організували також місцеві українські азербайджанці, зокрема українсько-азербайджанська бізнес-асоціація «Терезі», яка постачала продовольство та одяг. За гуманітарну допомогу та волонтерську діяльність були нагороджені Заур Агабеков і Шамхал Гулієв, який проживає в Миколаєві. Гулієв також нагороджений медаллю «За оборону Києва та Київської області».

## Російсько-азербайджанський конфлікт з кінця 2024 року
У грудні 2024 року Росія збила азербайджанський цивільний літак «у момент активності безпілотників» у небі над Грозним, внаслідок чого загинуло 39 людей, більшість із яких громадяни Азербайджану.
Після цього була низка скандалів на рівні чиновників двох країн, які призвели до охолодження відносин. Ільхам Алієв також скасував свій візит до Москви під час святкування 80-річчя Перемоги у Радянсько-німецькій війні.